# Pingvinöarna

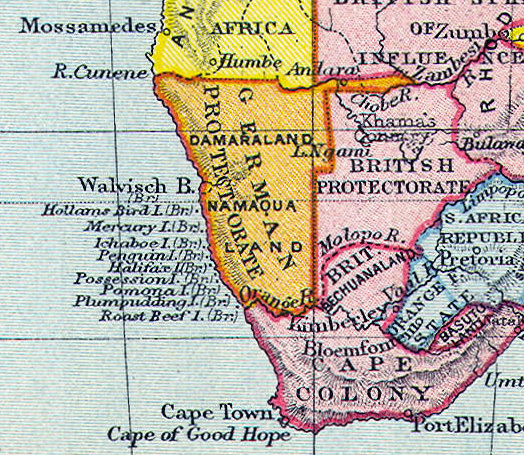
Pingvinöarna på karta från 1897.

 Pingvinöarna  (engelska: Penguin Islands, afrikaans: Pikkewyn-eilande, tyska: Pinguininseln) är en klippig ögrupp utanför Namibias kust, i den södra delen av landet.

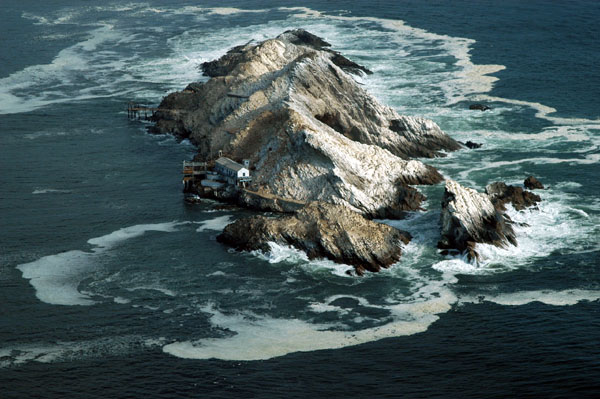
Mercury Island är en av pingvinöarna.

## Historia
På grund av sina guanotillgångar besöktes öarna från 1600-talet och framåt ofta av europeiska handelsmän.
1990 blev Sydvästafrika självständigt, under namnet Namibia. Pingvinöarna fortsatte dock tillhöra Sydafrika fram till midnatt 28 februari 1994, då de tillsammans med Walvis Bay överfördes till Namibia.